# Catoxyethira namoronae
Catoxyethira namoronae är en nattsländeart som beskrevs av Francois-Marie Gibon och Ranaivoharindriaka 1995. Catoxyethira namoronae ingår i släktet Catoxyethira och familjen smånattsländor. Inga underarter finns listade i Catalogue of Life.